# Cras-sur-Reyssouze
Cras-sur-Reyssouze – miejscowość i dawna gmina we Francji, w regionie Owernia-Rodan-Alpy, w departamencie Ain. W 2013 roku populacja ówczesnej gminy Cras-sur-Reyssouze wynosiła 1404 mieszkańców. 
W dniu 1 stycznia 2019 roku z połączenia dwóch ówczesnych gmin – Cras-sur-Reyssouze oraz Étrez – powstała nowa gmina Bresse Vallons. Siedzibą gminy została miejscowość Cras-sur-Reyssouze. 